# Phil Bennett (Rennfahrer)

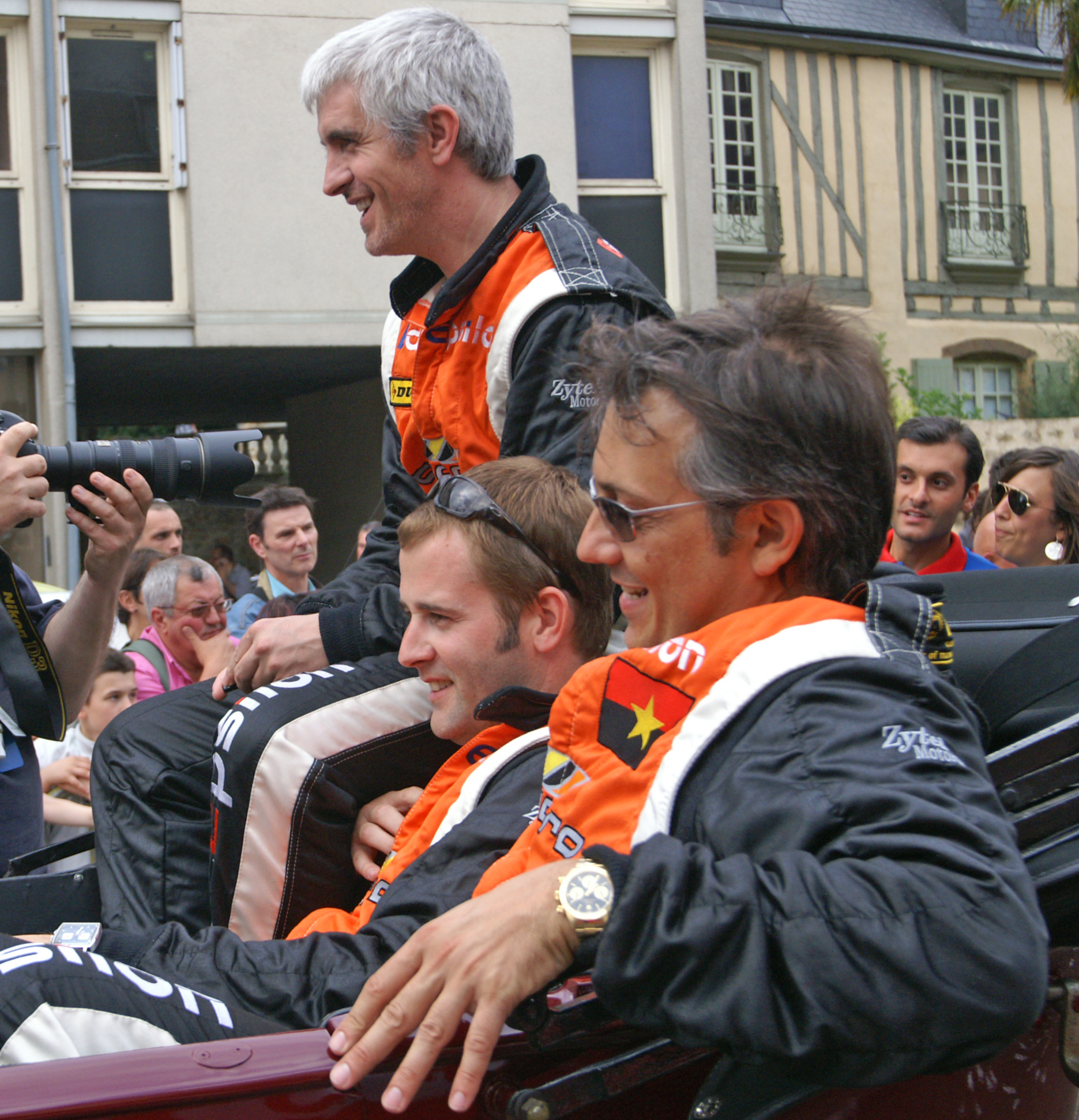
Phil Bennett (rechts) 2009 in Le Mans

Philip „Phil“ Bennett (* 6. Oktober 1971 in Kingswinford) ist ein ehemaliger britischer Autorennfahrer.

## Karriere als Rennfahrer
Phil Bennett war nach Anfangsjahren im Monopostosport, in den 2000er-Jahren vor allem in der Britischen Tourenwagen-Meisterschaft aktiv. 2001 fuhr er ein Vauxhall Astra Coupé und wurde hinter Jason Plato, Yvan Muller und James Thompson Meisterschaftsvierter. An dieses gute Ergebnis konnte er in den folgenden Saisonen nicht mehr anschließen.
2005 stieg er in den Sportwagensport ein. Er gab sein Debüt beim 24-Stunden-Rennen von Le Mans und startete in der European- und American Le Mans Series. 2005 beendete er die Le-Mans-Series-Saison als Vierter der LMP2-Klasse.

## Statistik

### Le-Mans-Ergebnisse
| Jahr | Team             | Fahrzeug    | Teamkollege | Teamkollege    | Platzierung | Ausfallgrund |
| ---- | ---------------- | ----------- | ----------- | -------------- | ----------- | ------------ |
| 2005 | Kruse Motorsport | Courage C65 | Tim Mullen  | Ian Mitchell   | Rang 24     |              |
| 2009 | Barazi-Epsilon   | Zytek 07S/2 | Juan Barazi | Stuart Moseley | Rang 28     |              |

### Sebring-Ergebnisse
| Jahr | Team             | Fahrzeug    | Teamkollege   | Teamkollege  | Platzierung | Ausfallgrund |
| ---- | ---------------- | ----------- | ------------- | ------------ | ----------- | ------------ |
| 2005 | Kruse Motorsport | Courage C65 | Harold Primat | Ian Mitchell | Ausfall     | Motorschaden |